# Talisca
Anderson Souza Conceição (1994. február 1. –) közismert nevén Anderson Talisca vagy Talisca, brazil profi labdarúgó, aki támadó középpályásként és csatárként játszik a török első osztályú bajnokságban szereplő Fenerbahçe csapatában.

## Pályafutása

### Klubcsapatokban

#### Bahia
Talisca a klub ifjúsági csapatába 2009-ben érkezett és 2013. július 7-én, a Corinthians ellen debütált a profik között. A következő mérkőzésen, a São Paulo ellen szerezte első gólját.

#### Benfica
2014. július 5-én Talisca a portugál bajnok Benficához igazolt 4,75 millió euróért, ami a legmagasabb összeg, amit valaha egy Bahia-játékosért fizettek. 2014. július 18-án debütált és rögtön megszerezte első gólját a Benfica színeiben az Estoril elleni győztes Taça de Honra-elődöntő alkalmával. 2014. szeptember 12-én mesterhármast ért el a Vitória de Setúbal elleni idegenbeli győzelem során. Szeptember 27-én két gólt szerzett az Estoril ellen idegenben (3–2), és öt találattal a Primeira Liga góllövőlistájának élére állt. Október 5-én megszerezte hatodik gólját a portugál bajnokságban. Október 31-én a Rio Ave elleni hazai győzelem alkalmával (1–0) megszerezte nyolcadik gólját Primeira Ligában és megőrizte első helyét a góllövőlistán.
2014. november 4-én szerezte első gólját a Bajnokok Ligájában, a Monaco elleni csoportmérkőzés egyetlen találatát jegyezte. A 82. percben lőtt gólt élete "legjobb érzésének" nevezte. Teljesítménye az első hónapok után jelentősen visszaesett.
A 2015–16-os szezonban Talisca szerezte a Benfica győztes gólját a Zenyit  elleni 2–1-es idegenbeli győzelem alkalmával a Bajnokok Ligája nyolcaddöntőjének visszavágóján, így az összesített állás 3–1 lett. Május 8-án a Marítimo elleni 2-0-s idegenbeli győzelemhez egy szabadrúgásgóllal járult hozzá. 2016. január 26-án lejátszott Taça da Liga-elődöntőn a Moreirense 6–1-es legyőzésében mesterhármassal vett részt.

#### Beşiktaş
2016. augusztus 24-én a Beşiktaş bejelentette, hogy 2 millió euró ellenében 1 évre kölcsönbe megszerezték Taliscát. A szerződés egy éves hosszabbítási opciót is tartalmazott. A brazil középpályásnak a török klub 1,5 millió eurót fizetett bónuszok nélkül. Szeptember 13-án, az Estádio da Luzba való visszatérésekor egy Bajnokok Ligája-csoportmérkőzésen a hosszabbításban egy szabadrúgásgóllal 1–1-es döntetlenre mentette a mérkőzést.

#### Kuangcsou Evergrande
2018. június 8-án Talisca fél évre kölcsönbe került a kínai Super League-ben szereplő Kuangcsou Evergrande csapatához, 5,8 millió euróért. A Kuangcsou Evergrande színeiben kezdőként debütált, és július 18-án mesterhármassal, köztük egy szabadrúgásgóllal segítette csapatát a Kujcsou Hengfeng elleni 4–0-s győzelemhez a bajnokságban. 2018. július 29-én két gólt szerzett a Csungking Lifan elleni 5–0-s hazai győzelem alkalmával.
2018. október 26-án a Benfica bejelentette, hogy Talisca 19,2 millió euró ellenében végleg a kínai klub alkalmazásába került.

#### en-Naszr
2021. május 17-én Talisca 9,5 millió dollárért a szaúdi profi ligában szereplő en-Naszr csapatához igazolt. 2022. december 16-án mesterhármast ért el és ezzel 4–1-es idegenbeli bajnoki győzelemhez segítette csapatát az Er-Ráíd ellen.
2023. április 7-én Talisca új, hároméves szerződést írt alá, amely 2026-ig köti őt a szaúd-arábiai csapathoz.
2023. november 7-én mesterhármast szerzett az Ed-Duhaíl ellen, ezzel hozzásegítve csapatát a 2023–2024-es AFC-bajnokok ligája egyik csoportmérkőzésének megnyeréséhez. Ő lett a klub történetének első játékosa, aki mesterhármast ért el a bajnokok ligájában.
2023. augusztus 12-én megnyerte az első és egyetlen trófeáját a klubbal, mégpedig a 2023-as Arab Bajnokcsapatok Kupáját.

#### Fenerbahçe
2025. január 27-én a török Fenerbahçe szerződtette. Február 2-án debütált a Süper Ligben a csapat színeiben a Çaykur Rizespor elleni mérkőzésen, amelyet hazai pályán 3–2-re nyertek meg.
Február 5-én szerezte meg első gólját a csapatban a török kupa keretében, egy 5–0-s győzelem során az Erzurumspor csapatával szemben. Négy nappal később, február 9-én megszerezte első gólját a török bajnokságban is, az Alanyaspor ellen, egy 2–0-s idegenbeli győzelem alkalmával. Április 6-án pályafutása első Süper Lig-mesterhármasát érte el a Trabzonspor együttese ellen, csereként beállva a második félidőben, egy 4–1-es hazai győzelem során.

### A válogatottban
2014. november 11-én Dunga beválogatta Taliscát a brazil válogatottba Lucas Moura helyére a Törökország és Ausztria elleni barátságos mérkőzésekre, azonban a középpályás nem lépett pályára.
Tite 2018 márciusában ismét beválogatta, hogy kerettag legyen az Oroszország elleni barátságos mérkőzésen.

## Játékstílusa
Az elefántcsontparti középpályás Yaya Touréra utalva a "Yaya Talisca" becenevet kapta, de játékstílusát legjobban honfitársának, Neymarnak a játékához lehet hasonlítani. A brazil sztárhoz, Rivaldóhoz is hasonlították már. Miután csatlakozott a szaúdi en-Naszrhoz, a "Zenész" (الموسيقار) becenevet kapta.

## Statisztika

### Klubcsapatokban
| Klub                 | Szezon         | Bajnokság        | Bajnokság | Bajnokság | Kupa  | Kupa | Ligakupa | Ligakupa | Európai | Európai | Egyéb | Egyéb | Összesen | Összesen |
| Klub                 | Szezon         | Liga             | Mérk.     | Gól       | Mérk. | Gól  | Mérk.    | Gól      | Mérk.   | Gól     | Mérk. | Gól   | Mérk.    | Gól      |
| -------------------- | -------------- | ---------------- | --------- | --------- | ----- | ---- | -------- | -------- | ------- | ------- | ----- | ----- | -------- | -------- |
| Bahia                | 2013           | Série A          | 21        | 2         | 1     | 0    | —        | —        | 3       | 0       | 13    | 1     | 38       | 3        |
| Bahia                | 2014           | Série A          | 9         | 2         | 4     | 0    | —        | —        | —       | —       | 17    | 6     | 30       | 8        |
| Bahia                | Összesen       | Összesen         | 30        | 4         | 5     | 0    | —        | —        | 3       | 0       | 30    | 7     | 68       | 11       |
| Benfica              | 2014–15        | Primeira Liga    | 32        | 9         | 2     | 0    | 3        | 1        | 6       | 1       | 1     | 0     | 44       | 11       |
| Benfica              | 2015–16        | Primeira Liga    | 21        | 3         | 1     | 0    | 5        | 4        | 5       | 2       | 1     | 0     | 33       | 9        |
| Benfica              | Összesen       | Összesen         | 53        | 12        | 3     | 0    | 8        | 5        | 11      | 3       | 2     | 0     | 77       | 20       |
| Beşiktaş             | 2016–17        | Süper Lig        | 22        | 13        | 2     | 1    | —        | —        | 9       | 3       | 0     | 0     | 33       | 17       |
| Beşiktaş             | 2017–18        | Süper Lig        | 33        | 14        | 6     | 2    | —        | —        | 8       | 4       | 0     | 0     | 47       | 20       |
| Beşiktaş             | Összesen       | Összesen         | 55        | 27        | 8     | 3    | —        | —        | 16      | 8       | 0     | 0     | 80       | 37       |
| Kuangcsou Evergrande | 2018           | Kínai Szuperliga | 18        | 16        | 0     | 0    | —        | —        | 0       | 0       | 0     | 0     | 18       | 16       |
| Kuangcsou Evergrande | 2019           | Kínai Szuperliga | 18        | 11        | 1     | 0    | —        | —        | 8       | 5       | —     | —     | 27       | 16       |
| Kuangcsou Evergrande | 2020           | Kínai Szuperliga | 17        | 6         | 0     | 0    | —        | —        | 3       | 1       | —     | —     | 20       | 7        |
| Kuangcsou Evergrande | 2021           | Kínai Szuperliga | 0         | 0         | 0     | 0    | —        | —        | 0       | 0       | —     | —     | 0        | 0        |
| Kuangcsou Evergrande | Összesen       | Összesen         | 35        | 17        | 1     | 0    | —        | —        | 11      | 6       | —     | —     | 47       | 23       |
| en-Naszr             | 2021–22        | Saudi Pro League | 28        | 20        | 2     | 1    | —        | —        | 3       | 1       | —     | —     | 33       | 22       |
| en-Naszr             | 2022–23        | Saudi Pro League | 23        | 20        | 3     | 0    | —        | —        | —       | —       | 1     | 1     | 27       | 21       |
| en-Naszr             | 2023–24        | Saudi Pro League | 17        | 16        | 2     | 1    | —        | —        | 6       | 8       | 6     | 1     | 31       | 26       |
| en-Naszr             | 2024–25        | Saudi Pro League | 10        | 6         | 2     | 0    | —        | —        | 5       | 2       | 2     | 0     | 19       | 8        |
| en-Naszr             | Összesen       | Összesen         | 78        | 62        | 9     | 2    | —        | —        | 14      | 11      | 9     | 2     | 110      | 77       |
| Fenerbahçe           | 2024–25        | 16               | 9         | 3         | 3     | —    | —        | 4        | 0       | —       | —     | 23    | 12       |          |
| Teljes karrier       | Teljes karrier | Teljes karrier   | 285       | 147       | 29    | 8    | 8        | 5        | 59      | 28      | 41    | 9     | 423      | 197      |

## Sikerei, díjai
Bahia
- Campeonato Baiano: 2014

 Benfica
- Primeira Liga: 2014–15, 2015–16
- Taça da Liga: 2014–15, 2015–16
- Portugál szuperkupa: 2014

 Beşiktaş
- Süper Lig: 2016–17

 Kuangcsou Evergrande
- Kínai Szuperliga: 2019

 en-Naszr
- Arab Bajnokcsapatok Kupája: 2023

 Brazília U20
- Touloni Ifjúsági Torna: 2013

Egyéni
- SJPF – A hónap labdarúgója: 2014 augusztus/szeptember[42]
- Taça da Liga gólkirály: 2015–16[43]
- Bajnokok Ligája – Tehetségek (U23) kezdőcsapata: 2017[44]

## Fordítás
Ez a szócikk részben vagy egészben  a   Talisca című angol Wikipédia-szócikk ezen változatának fordításán alapul.  Az eredeti cikk szerkesztőit annak laptörténete sorolja fel. Ez a jelzés csupán a megfogalmazás eredetét és a szerzői jogokat jelzi, nem szolgál a cikkben szereplő információk forrásmegjelöléseként.